# 유대이탈리아어
유대이탈리아어(Judeo-Italian languages)는 10세기와 20세기 사이에 이탈리아, 케르키라섬, 자킨토스에서 쓰인 이탈리아어의 종류이다. 이탈키안(Italkian)이라고도 한다.

## 특징
문자는 히브리 문자이다.
히브리어 동사를 이탈리아어 동사인 것처럼 동사 변형을 시킨다. 예:
- אכלר akhlare 먹다.
- גנביר gannaviare 훔치다.
- דברר dabberare 말하다.
- לכטיר lekhtire 가다.

## 같이 보기
- 라디노어